# شور و شورشور
شور و شورشور (ارمنی: Շոր և Շորշոր; انگلیسی: Shor and Shorshor) یک فیلم کمدی به کارگردانی هامو بیک-نازاریان است که در سال ۱۹۲۶ منتشر شد.
از بازیگران آن می‌توان به هامبارتسوم خاچانیان، آرام آمیربکیان، نینا مانوچاریان، و آوت آوتیسیان اشاره کرد.